# Parafia św. Patryka w Gympie
Parafia św. Patryka w Gympie – parafia rzymskokatolicka, należąca do archidiecezji Brisbane.
Przy parafii funkcjonuje katolicka szkoła podstawowa i college św. Patryka.